# 乳突巴科霉
乳突巴科霉（学名：Batkoa papillata）是属于虫霉目虫霉科巴科霉属的一种真菌，寄生在小型双翅目昆虫上。该种分布于中国、美国、瑞典、英国、瑞士、波兰等地。